# خط مارونواوچی
خط مارونواوچی (به ژاپنی: 東京地下鉄丸ノ内線 Tōkyō Chikatetsu Marunouchi-sen) یکی از خطوط متروی توکیو است. این خط از ایستگاه ایکه‌بوکورو، واقع در توشیما شروع شده و به ایستگاه اوگیکوبا واقع در منطقهٔ سوگینامی خاتمه می‌یابد. در حال حاضر این مسیر دارای ۲۵ ایستگاه می‌باشد. علامت مشخص کنندهٔ این خط به شکل  می‌باشد.
این خط همچنین دارای یک خط فرعی نیز می‌باشد که قطارهای آن بین ایستگاه ناکانوساکااوئه و ایستگاه هونانچو حرکت می‌کنند. در حال حاضر این مسیر فرعی دارای ۴ ایستگاه می‌باشد. علامت مشخص کنندهٔ این خط به شکل  می‌باشد.